# Émeri

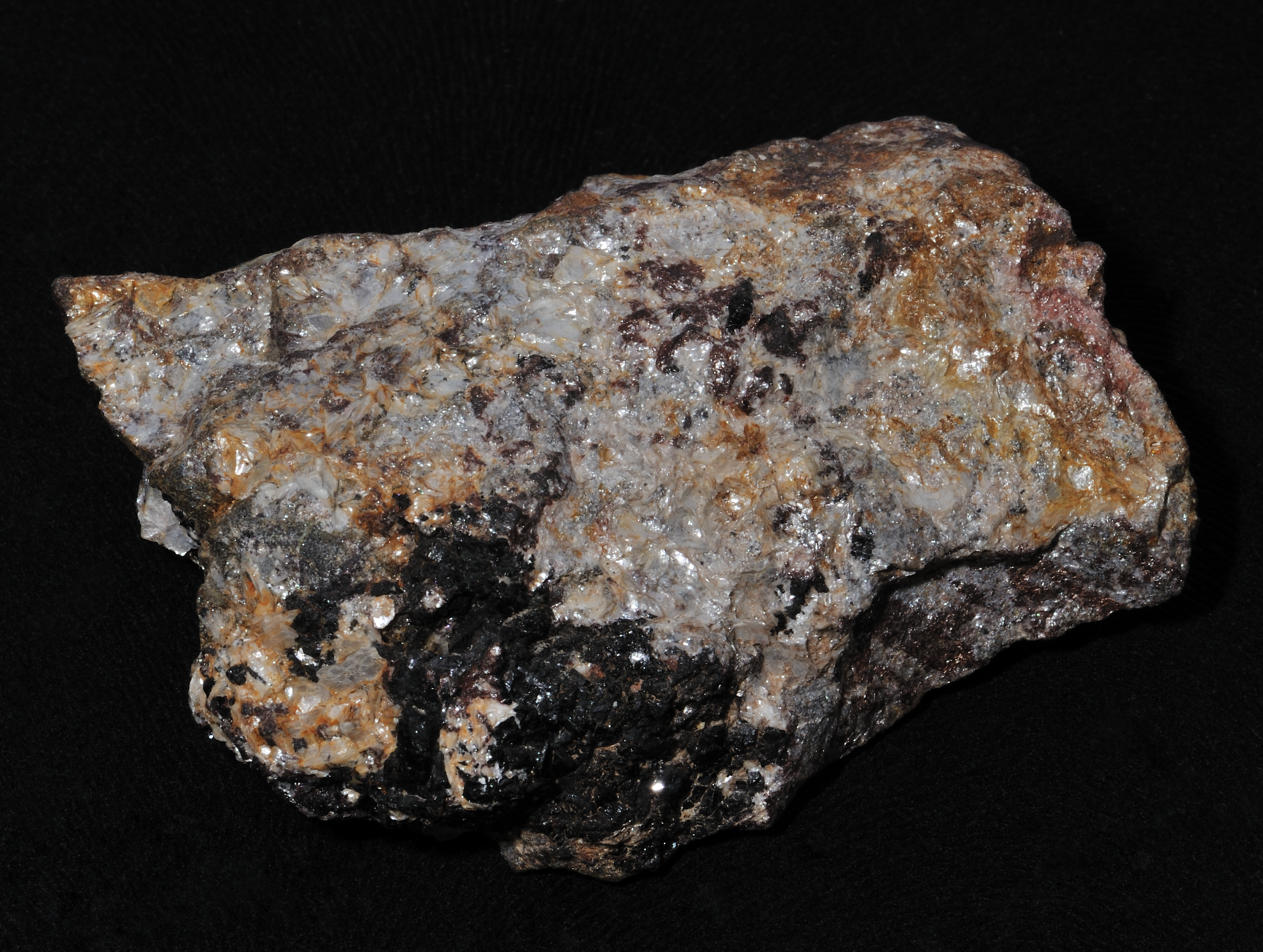
Émeri de Naxos (gisement topotype)

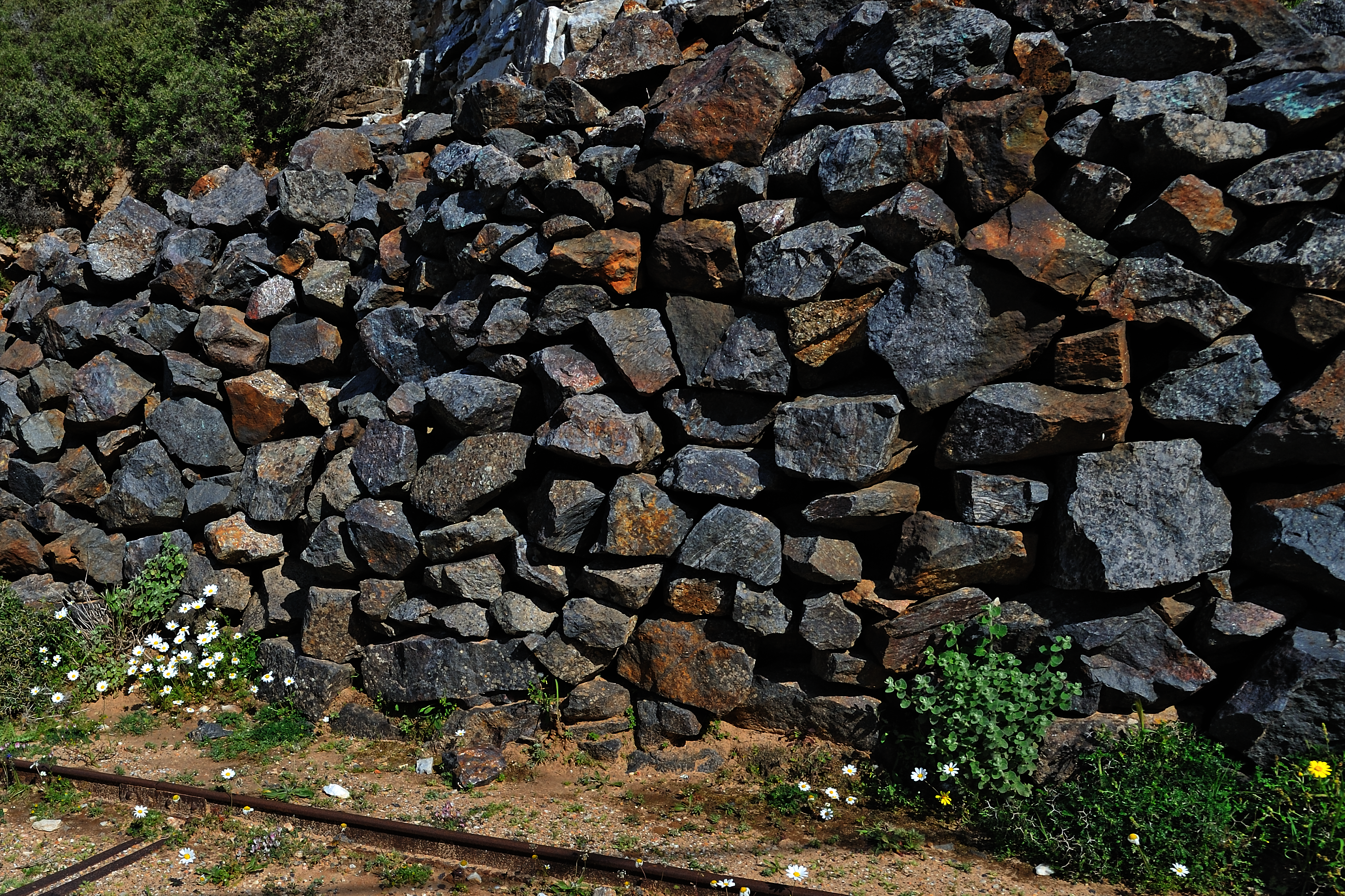
Émeri de Naxos (gisement topotype)

Pour les articles ayant des titres homophones, voir Emery, Eymery et Hémery.
L'émeri est une roche métamorphique composée de spinelle et de corindon finement cristallisés, associés à la magnétite ou à l'hématite.

## Étymologie
Le nom dérive de celui de la localité type, le cap Émeri (île de Naxos, Grèce), où l'émeri est exploité depuis la Préhistoire.

## Synonymie
- corindon granuleux (Haüy)
- émeryl

## Propriétés physiques
L'émeri est de couleur noire ou gris foncé, moins dense que le corindon brun translucide, avec une densité comprise entre 3,5 et 3,8. Comme il est fait d'un mélange de minéraux, on ne peut lui attribuer de dureté spécifique sur l'échelle de Mohs (elle varie en fonction inverse de sa teneur en oxyde de fer), la dureté des composants de l'émeri variant d'environ 6, pour la magnétite, à 9, pour le corindon.

## Utilité
On en extrait surtout en Turquie (région de Smyrne) et en Grèce (dans les Cyclades et en particulier à Naxos).

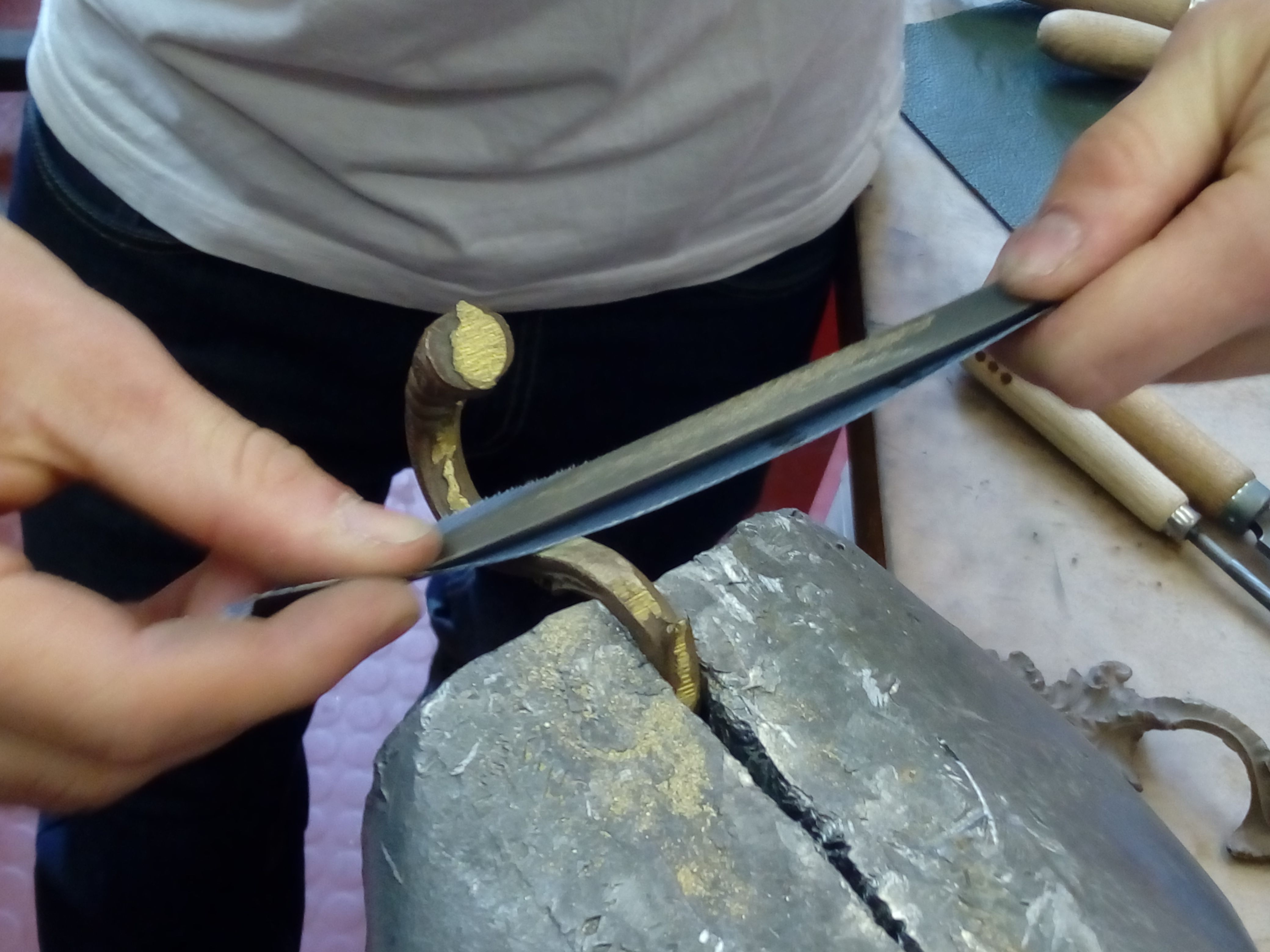
Travail d'une pièce de bronze au papier émeri monté sur une lime

Cette roche a été depuis l'antiquité, taillée en meules, surtout utilisée dans les moulins à blé. Réduite en poudre (granulés de différentes grosseurs), cette roche est très employée comme abrasif : polissage des pierres lorsqu'elle est humectée d'eau, des métaux lorsqu'elle est mélangée d'huile ; la poudre sert de toile émeri ou de papier émeri lorsqu'elle est saupoudrée sur ces supports recouverts de colle forte. Les propriétés de cette roche étaient déjà exploitées dans l'Antiquité.
La toile émeri a été utilisée au courant du XIXe siècle à des fins de détatouage de la peau. Ses propriétés abrasives entrainaient une destruction du derme, avec des risques importants d'infections et de cicatrices disgracieuses.
La poudre d'émeri, mélangée à un liquide (eau, huile) pour créer une pâte, est utilisée pour boucher les bouteilles : le bouchon en verre et l'intérieur du goulot sont ajustés par rodage avec cette pâte d'émeri pour que le contact soit parfait. Au sens propre, une bouteille ou un flacon bouché à l'émeri est donc hermétique. D'où l'idée d'une personne « bouchée à l'émeri », dans le langage populaire, pour une personne très fermée ou très sourde.
L'émeri est utilisé depuis plus de deux mille ans ; il a cependant, de nos jours, perdu de son importance avec le développement d'autres types d'abrasifs, en particulier les carbures de silicium ou de tungstène.